# Departament de Guairá
El departament de Guairá (en castellà i oficialment, Departamento de Guairá) és un dels 17 departaments del Paraguai. El seu codi ISO 3166-2 és PY-4.

## Geografia
El departament és limítrof:
- al nord, amb el departament de Caaguazú ;
- a l'est i al sud, amb el departament de Caazapá ;
- a l'oest, amb el departament de Paraguarí.

## Subdivisions
El departament se subdivideix en 17 districtes:
1. Borja
2. Capitán Mauricio José Troche
3. Coronel Martínez
4. Doctor Botrell
5. Félix Pérez Cardozo
6. General Eugenio A. Garay
7. Independencia
8. Itapé
9. Iturbe
10. José A. Fassardi
11. Mbocayaty del Guairá
12. Natalicio Talavera
13. Ñumí
14. Paso Yovai
15. San Salvador
16. Villarrica del Espiritu Santo
17. Yataity del Guairá